# Errose Bustintza
Errose Bustintza Ozerin (Mañaria, Vizcaya, 3 de septiembre de 1899-20 de agosto de 1953) escritora en euskera y etnógrafa. Sobrina del conocido escritor Kirikiño, destacó en el género literario de los cuentos y relatos recogidos en Jesusen Biotzaren Deia, bajo el título "Euskalerriko Ipuinak".

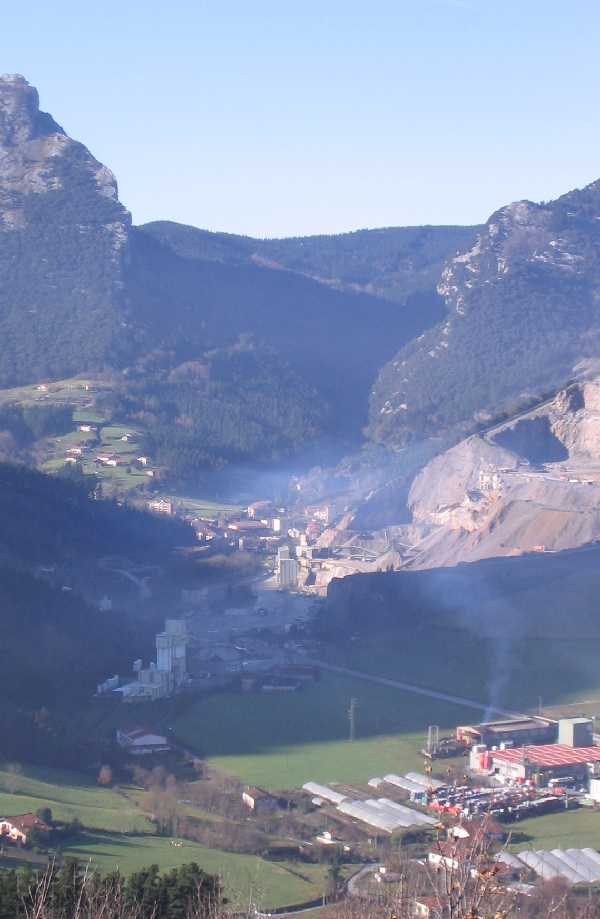
Vista general de Mañaria.

## Biografía
Nacida el 3 de septiembre de 1899 en Mañaria, era hija de Felix Bustintza Lazuen, cantero, y Marzelina Ozerin Arriaga, ambos mañariarrak. Empezó a trabajar en el periódico Euzkadi como escritora, pero hasta la muerte de su tío Kirikiño no firmó sus colaboraciones, cuando empezó a hacerlo bajo el pseudónimo de Mañariko Errose (Rosa de Mañaria) o Mañariko (de Mañaria). Hasta el inicio de la guerra civil española fue una de las primeras abertzales que tomó parte en Emakume Abertzale Batza (Junta de Mujeres Nacionalistas). Vivió en la casa de Kirikiño como sobrina de este y murió allí de leucemia el 20 de agosto de 1953.

## Obra
Errose Bustintza escribió poemas, letras de canciones y colaboraciones en distintas revistas y periódicos, aunque sobre todo su obra se centra en los cuentos y relatos. Su gran labor cultural como etnológica es actualmente reconocida, al igual que su capacidad imaginativa. Sus 49 relatos son de estilo popular, construidos sobre temas folclóricos, ambientados en los pueblos y montes del Duranguesado y gracias a ellos se hizo conocida. Fueron recogidos en un libro bajo el título de «Euskal Herriko Ipuinak» y Jaime Kerexeta Gallastegi ha sido uno de los estudiosos que se ha dedicado a recopilar sus otros escritos.
Onaindia escribió de ella:
"Idazle bihotz samur, ta eztia, mitxeleta egon ezin antzera, mendi, baserri ta arkaitz zulo zear ipuin tximel, billa, iñoiz nekatu etzana."
Traducción aproximada:
"Escritora de tierno y dulce corazón, cual mariposa inquieta que nunca se cansó de buscar cuentos por montes, caseríos y cuevas".